# John Vanbrugh

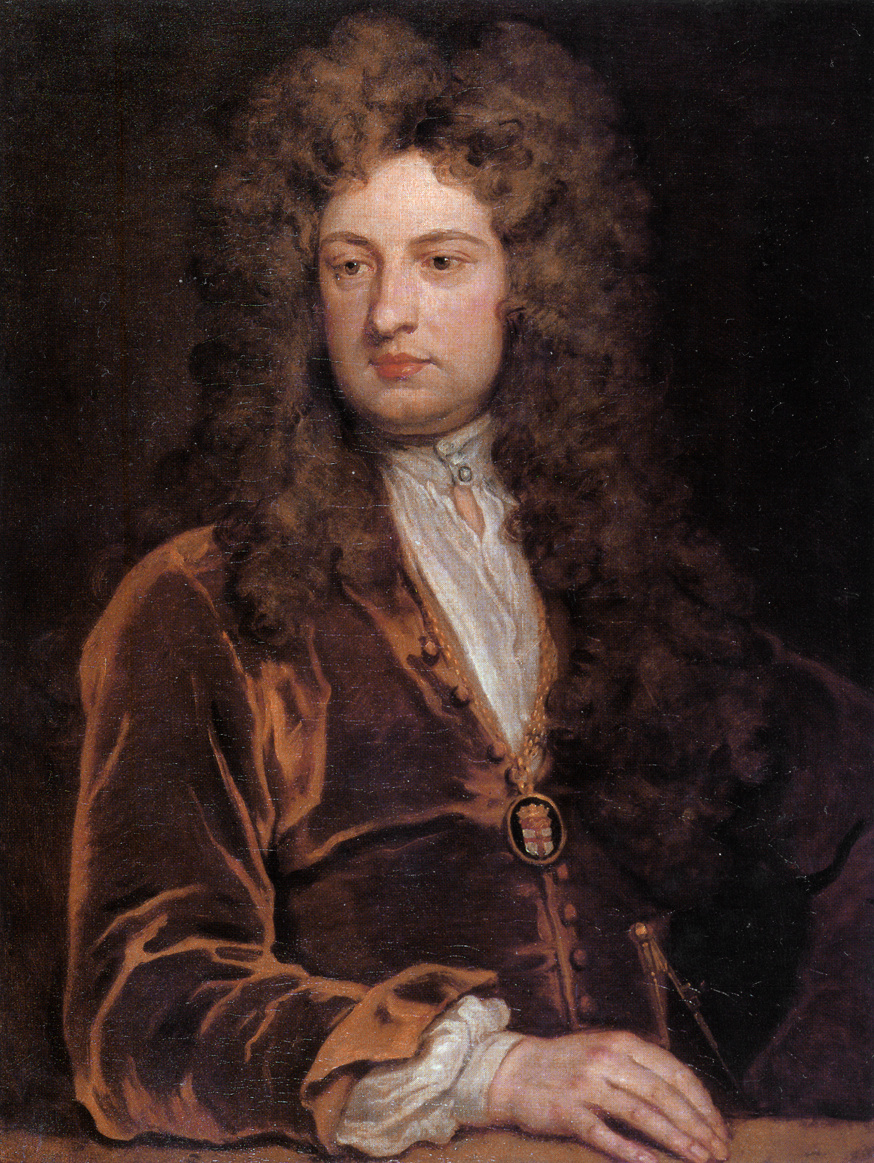
John Vanbrugh in einem von Godfrey Knellers Porträts der Kit-Cat-Klubmitglieder

Sir John Vanbrugh [ˈvænbrə], auch [vənˈbruː] (getauft 24. Januar 1664 in London; † 26. März 1726 ebenda) war ein englischer Barock-Architekt und Dramatiker. Sein bekanntestes Bauwerk ist Blenheim Palace. Seine beiden provokanten Komödien The Relapse (Der Rückfall, 1696) und The Provoked Wife (Die provozierte Ehefrau, 1697) waren große Bühnenerfolge und wurden kontrovers diskutiert.

## Leben
Vanbrugh vertrat sein Leben lang radikale Ansichten. Als junger Mann war er ein überzeugter Anhänger der Whig-Partei und an der Glorious Revolution beteiligt, die den Sieg des Parlamentarismus in England besiegelte. In ihrem Verlauf wurde der absolutistisch gesinnte König Jakob II. durch Wilhelm von Oranien-Nassau ersetzt, der 1689 als William III. den englischen Thron bestieg. Vanbrughs Beteiligung an dem Umsturz führte dazu, dass er einige Zeit als politischer Gefangener in der Bastille von Paris verbringen musste.
Mit seinen auch in sexueller Hinsicht unverblümten Bühnenstücken, in denen er die Rechte verheirateter Frauen verteidigte, verstieß er gegen die Regeln der englischen Gesellschaft des 18. Jahrhunderts. Er wurde deshalb immer wieder angegriffen und war das Haupt-Angriffsziel von Jeremy Colliers Schrift A Short View of the Immorality and Profaneness of the English Stage (Eine kurze Betrachtung über die Unsittlichkeit und Gottlosigkeit der englischen Bühne).
Als Architekt schuf er Bauten, die später als englischer Barock bezeichnet wurden. Sein architektonisches Werk war nicht weniger kühn als seine frühen politischen Aktivitäten oder seine Bühnenstücke. Auch damit erregte er die Kritik Konservativer.
Vanbrughs Londoner Karriere lässt sich nicht als geradlinig bezeichnen. Er versuchte, sein Leben als Dramatiker, Theaterintendant und Architekt in Einklang zu bringen und verfolgte häufig mehrere Tätigkeiten parallel.

### Frühe Jahre
Informationen über Vanbrughs familiären Hintergrund und über seine frühen Lebensjahre sind überwiegend in Form von Gerüchten und Anekdoten überliefert worden. Vanbrughs Biograf Kerry Downes konnte in seiner 1987 veröffentlichten Vanbrugh-Biografie zeigen, dass selbst die Daten seriöser Quellen wie der Encyclopædia Britannica und des Dictionary of National Biography auf vagen Vermutungen des 18. und 19. Jahrhunderts beruhen, die sich im Laufe der Jahrzehnte zu allgemein anerkannten Tatsachen entwickelten. In diesem Artikel wird auf neuere Forschungen von Downes (1987) und McCormick (1991) zurückgegriffen.
Vanbrugh wurde 1664 in London geboren und wuchs in Chester auf, wohin die Familie während der Großen Pest 1665/1666 geflüchtet war. Downes bezweifelt die Aussagen früherer Wissenschaftler, dass Vanbrugh aus einer Familie der unteren Mittelschicht kam und interpretiert dies als eine Fehldeutung von Angaben aus dem 18. Jahrhundert, dass sein Vater Giles Vanbrugh den Beruf eines „sugar bakers“ (wörtlich Zuckerbäckers) ausübte. Der Beruf des Zuckerbäckers impliziert Wohlstand, denn damit wurde nicht der Hersteller von Süßigkeiten bezeichnet, sondern der Besitzer einer Manufaktur, in der Rohrzucker aus Barbados veredelt wurde. Die Zuckerveredelung war gewöhnlich auch mit dem Zuckerhandel verbunden und ein lukrativer Geschäftszweig. Downes konnte am Beispiel eines Liverpooler Zuckerbäckers zeigen, dass dieser ein beachtliches Einkommen von ungefähr 40.000 Pfund im Jahr erzielen konnte. Dies wirft ein deutlich anderes Licht auf Vanbrughs sozialen Hintergrund als das Bild einer Jugend in einem Süßigkeitenladen von Chester, das einer der Vanbrugh-Biografen des 19. Jahrhunderts, Leigh Hunt, im Jahre 1840 zeichnete und das spätere Biografien prägte.
Unbekannt ist dagegen, was Vanbrugh vom 18. bis 22. Lebensjahr tat, nachdem er die Schule verließ. Für die Vermutung, dass er in dieser Zeit in Frankreich Architektur studierte, lassen sich keine Belege finden. Wie bereits Laurence Whistler in seiner Vanbrugh-Biografie von 1938 anmerkte, gab es für einen talentierten jungen Mann auch keinerlei Grund, nach Frankreich zu gehen, um dort Architektur zu studieren. England hätte dafür ausreichend Möglichkeiten geboten. Vanbrughs erste Entwürfe für das Castle Howard aus dem Jahre 1700 zeigen außerdem, dass er mit architektonischen Zeichnungen weitgehend unvertraut war. Hätte er einige Jahre bei einem französischen Architekten gearbeitet, wäre dies eines der ersten Dinge gewesen, die er gelernt hätte.
1686 erhielt Vanbrugh eine Offizierskommission im Regiment eines seiner entfernten Verwandten, des Earl of Huntingdon. Solche Kommissionen zu vergeben war dem kommandierenden Offizier des Regiments vorbehalten. Dass Vanbrugh eine solche Stelle erhielt, ist ein weiterer Hinweis darauf, dass er aufgrund seiner Herkunft über wichtige Beziehungen verfügte. Vanbrugh hatte jedoch trotz dieser entfernten adeligen Verwandtschaft und der Betätigung seines Vaters als Zuckerbäcker während keiner Phase seines Lebens ausreichend Eigenkapital, um Unternehmungen wie das Haymarket Theatre eigenständig zu finanzieren. Er griff dabei auf Kredite und Beteiligungen zurück und war die meiste Zeit seines späteren Lebens verschuldet. Dazu mag auch beigetragen haben, dass John Vanbrugh elf Geschwister hatte, mit denen er sich das Erbe seines Vaters teilen musste.

### Politische Aktivitäten und der Aufenthalt in der Bastille

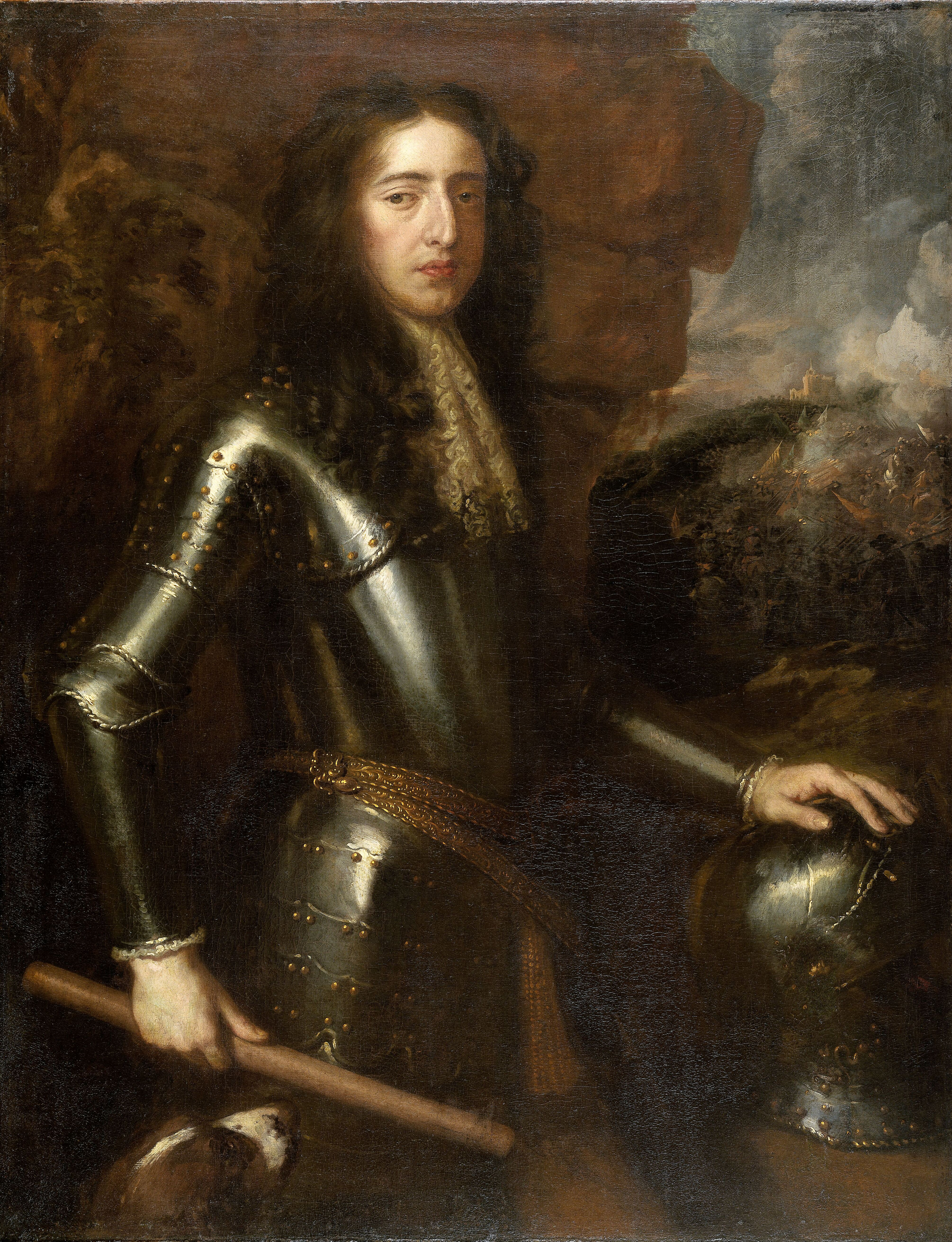
Wilhelm III. von England – dank der „Glorious Revolution“, an der Vanbrugh beteiligt war, bestieg er den englischen Thron

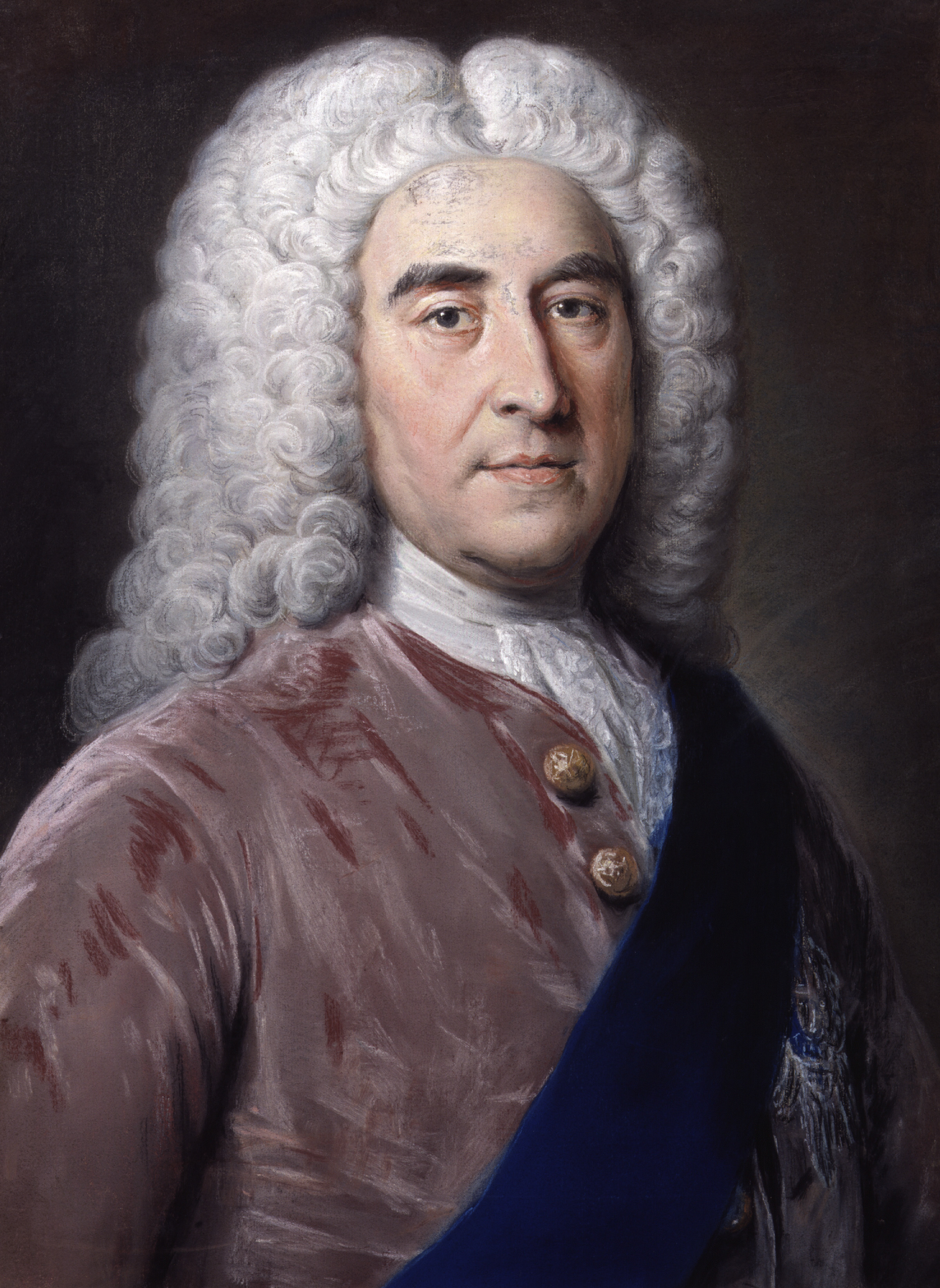
Zum Kit-Cat-Klub gehörten so prominente Mitglieder wie der britische Premier Thomas Pelham-Holles, Gemälde William Hoare, ca. 1752

Ab 1686 war Vanbrugh aktiv an den Plänen beteiligt, Jakob II. durch eine bewaffnete Invasion von Wilhelm von Oranien-Nassau zu entmachten. In seiner Beteiligung an der später so genannten Glorious Revolution drückt sich seine lebenslange Identifikation mit dem Hauptanliegen der Whig-Partei aus, dem Erhalt der Parlamentsherrschaft.
Im September 1688, zwei Monate bevor Wilhelm mit seinen Truppen in England landete, wurde Vanbrugh, der ihm Nachrichten nach Den Haag überbracht hatte, im französischen Calais verhaftet. Man warf ihm Spionage vor, und er verbrachte die nächsten viereinhalb Jahre in französischen Gefängnissen – darunter auch in der Pariser Bastille –, bis er gegen einen französischen politischen Gefangenen ausgetauscht wurde. Die Erfahrungen der Gefangenschaft, die er mit 24 Jahren antrat und aus der er mit 29 entlassen wurde, scheinen bei ihm eine klare Ablehnung des politischen Systems und eine Vorliebe für die komischen Dramatiker und die Architektur Frankreichs ausgelöst zu haben. Die Vermutung, dass Vanbrugh Teile seiner Komödie The Provoked Wife während der Gefangenschaft in der Bastille geschrieben hat, wird von modernen Wissenschaftlern angezweifelt.
Nach seiner Entlassung aus der Bastille 1692 war Vanbrugh gezwungen, sich noch weitere drei Monate in Paris aufzuhalten. Diese drei Monate gaben ihm die Gelegenheit, eine Architektur zu sehen, die in England kein Gegenstück hatte. Vanbrugh kehrte 1693 nach England zurück und war 1694 Teilnehmer der Seeschlacht gegen die Franzosen in der Camaret-Bucht. Der genaue Zeitpunkt, zu dem er sich Mitte der 1690er Jahre aus dem Militärdienst verabschiedete, um in London zu leben, ist nicht bekannt.

### Der „Kit-Cat-Klub“
Vanbrugh gehörte der Whig-Partei an und war Mitglied des zu dieser Partei gehörigen Kit-Cat-Klubs. Aufgrund seiner charmanten Persönlichkeit und seiner Fähigkeit, Freundschaften zu schließen – charakterliche Eigenarten, die ihm von vielen seiner Zeitgenossen zugeschrieben wurden – gehörte er zu den populärsten und beliebtesten Mitgliedern dieses Klubs. Der Klub wird heute überwiegend als der gesellschaftliche Treffpunkt von politisch und kulturell aktiven Whigmitgliedern beschrieben. Zu seinen Mitgliedern zählten viele Künstler und Schriftsteller wie William Congreve, Joseph Addison, Godfrey Kneller und Politiker wie John Churchill, 1. Duke of Marlborough, Charles Seymour, 6. Duke of Somerset, Thomas Pelham-Holles, 1. Duke of Newcastle-upon-Tyne und Sir Robert Walpole.
Politisch verfolgte der Klub die Ziele eines starken Parlaments, einer eingeschränkten Monarchie, des Widerstands gegen Frankreich und einer protestantischen Nachfolge auf dem Thron, auch wenn der Klub nach außen eher seine Rolle als gesellschaftlicher Treffpunkt betonte. Der Vanbrugh-Biograf Downes spekuliert, dass die Ursprünge des Kit-Cat Klubs auf die Zeiten vor dem politischen Umsturz von 1689 zurückgehen und dass er als geheimes politisches Bündnis eine Rolle in der so genannten Glorious Revolution spielte, die zum Umsturz führte. Horace Walpole, Sohn des Kit-Cat-Mitglieds und englischen Premierministers Robert Walpole, behauptete, dass die respektablen älteren Mitglieder, die im Allgemeinen als Salonlöwen beschrieben wurden, „in Wirklichkeit die Patrioten waren, die Großbritannien retteten“ und deutet damit die Rolle an, die Klubmitglieder bei der „Glorious Revolution“ spielten. Da geheime politische Bündnisse in der Regel schlecht dokumentiert sind, lässt sich diese Spekulation nicht belegen. Trifft die Vermutung jedoch zu, dann schloss sich Vanbrugh – der aufgrund seiner Verwicklungen in diesen Umsturz Jahre in französischen Gefängnissen saß – nicht nur einigen Londoner Salonlöwen an, sondern nahm mit der Mitgliedschaft wieder Verbindung zu alten Freunden und ehemaligen Mitverschwörern auf.

### Das Theater am Haymarket
Im Jahre 1703 erwarb Vanbrugh Grundstücke und beauftragte die Errichtung eines neuen, von ihm selbst entworfenen Theaters am Haymarket in London. Das Theater wurde als Queen’s Theatre 1705 eröffnet.
Vanbrughs Queen’s Theatre sollte als Spielstätte für eine Schauspielergruppe unter Leitung von Thomas Betterton dienen und der Londoner Theaterszene mehr Entfaltungsmöglichkeiten geben. Dem Londoner Publikum stand eine große Bandbreite an Unterhaltungsmöglichkeiten zur Verfügung: Oper, Tierdressuren, Jonglage, Pantomime, durchziehende Tanztruppen und die Konzerte berühmter italienischer Sänger konkurrierten um ihre Gunst und Eintrittsgelder. Vanbrugh erwarb die Schauspielgruppe in der Hoffnung, mit dem Theater Geld verdienen zu können. Der Kauf der Schauspielergruppe verpflichtete ihn jedoch auch zur Zahlung der Schauspielergehälter und führte letztlich dazu, dass er das Theater leitete. Dafür hatte er aber weder die nötige Erfahrung noch genügend Zeit, zumal er ab 1705 unter anderem den Bau des Blenheim Palace überwachte.
Unter diesen Umständen ist es nicht überraschend, dass seine Theaterleitung als konfus, ineffizient und als voll von Fehleinschätzungen beschrieben wird (numerous signs of confusion, inefficiency, missed opportunities, and bad judgments – Judith Milhouse, 1979). Vanbrugh trennte sich 1708 unter großem finanziellem Verlust wieder vom Theatergeschäft. Seine Zeitgenossen fanden es bemerkenswert, dass Vanbrugh während seiner Zeit als Theaterleiter die Gehälter seiner Schauspieler (und als Architekt die seiner Bauarbeitern) nicht nur zuverlässig, sondern auch stets in voller Höhe zahlte. Üblicher war es im Großbritannien des 18. Jahrhunderts, solchen finanziellen Verpflichtungen nur zögerlich nachzukommen. Da Vanbrugh selbst das Opfer einer solch mangelhaften Zahlungspraxis war, hatte er während seines ganzen Lebens erhebliche finanzielle Probleme.

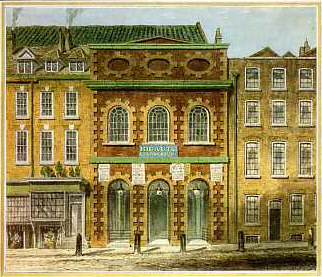
Queen’s Theatre

Das Queen’s Theatre begründete eine lange Theatertradition am Haymarket. Von 1710 bis 1745 wurden in dem Gebäude fast alle Opern und viele Oratorien Georg Friedrich Händels uraufgeführt. 1790 wurde das seit 1714 King’s Theatre benannte Gebäude durch Feuer zerstört. An der Stelle des Theaters wurde danach ein weiteres King’s Theatre errichtet; heute steht an diesem Ort Her Majesty’s Theatre von 1897, in dem vor allem Musicals aufgeführt werden. Auch an einer anderen Stelle des Haymarkets wird seit 1720 in wechselnden Gebäuden Theater gespielt, seit 1820 im inzwischen ebenfalls mehrfach umgebauten Theatre Royal Haymarket des Architekten John Nash.

### Heirat und Tod
1719 heiratete der 55-jährige Vanbrugh die 26-jährige Henrietta Maria Yarborough. Trotz des beträchtlichen Altersunterschieds war die Ehe, aus der zwei Söhne hervorgingen, wohl glücklich. Im Gegensatz zu den Wüstlingen und Spottfiguren seiner Stücke war Vanbrughs Privatleben ohne Skandal.
1703 ließ er sich aus den Ruinen des Whitehall Palace ein bescheidenes Stadthaus errichten, das Jonathan Swift spöttisch als „Gänse-Pie“ bezeichnete. Den größten Teil seines Ehelebens verbrachte er jedoch in Blackheath, das damals noch nicht als Teil von London betrachtet wurde, und lebte dort in dem von ihm 1717 errichteten Haus auf dem Maze-Hügel, das heute als Vanbrugh Castle bekannt ist. Dieses Haus mit seinem runden Turm gleicht einer schottischen Burg und wirkt, als sei es befestigt. In manchem scheint Vanbrugh hier den romantischen Geist der Neugotik vorwegzunehmen. 1714 wurde Vanburgh von König Georg I. als Knight Bachelor („Sir“) in den Adelsstand erhoben, 1726 starb er in seinem Londoner Stadthaus.

## Der Dramatiker
Als Vanbrugh in den 1690er Jahren nach London kam, verfügte die Stadt nur über eine einzige königlich anerkannte Theatergruppe mit einem festen Spielort. Nach einem lang währenden internen Streit zwischen der knauserigen Theaterleitung und den unzufriedenen Schauspielern brach diese Theatergruppe in die zwei Schauspielgruppen United Company und Rebel actors auseinander. Der Schauspieler Colley Cibber ergriff die Gelegenheit und schrieb eine für die unterbesetzte United Company spielbare Komödie mit dem Titel Love’s Last Shift, Or, Virtue Rewarded (Der Liebe letzte Verrückung oder die belohnte Tugend). Sich selbst schrieb er dabei die Rolle des eitlen, extravaganten Sir Novelty Fashion auf den Leib und eroberte sich damit die Herzen des Londoner Publikums.
In Love’s Last Shift wird weibliche Geduld durch einen außer Kontrolle geratenen Ehegatten auf die Probe gestellt, und das Stück endet in einem dramatischen Finale, in dem der betrügerische Ehemann vor seiner Frau kniend tief bereut. Das Stück war damals ein großer Kassenerfolg, wird jedoch seit dem frühen 18. Jahrhundert nicht mehr gespielt. Vanbrugh war der Überzeugung, dass das Stück nach einer Fortsetzung verlangte und begann, diese Fortsetzung selbst zu verfassen.

### Der Rückfall oder die gefährdete Tugend
Vanbrughs geistreiche Fortsetzung The Relapse, Or, Virtue in Danger (Der Rückfall oder die gefährdete Tugend), die er der United Company sechs Wochen später anbot, hinterfragt die Rolle, die die damalige Zeit einer Frau in einer Ehe zustand. Nicht nur der zu eheliche Treue bekehrte Mann, sondern auch seine geduldige Frau geraten in sexuelle Versuchung, und beide reagieren darauf in einer glaubhafteren und weniger vorhersehbaren Weise als in Cibbers Stück. Die in Love’s Last Shift eher flachen Charaktere erhalten bei Vanbrughs Fortsetzung erheblich mehr psychologischen Tiefgang.
In einer witzigen Nebenhandlung kehrt der eitle und extravagante Sir Novelty Fashion zurück, der als erstes mittels Bestechung einen adligen Titel erwirbt und sich nun Lord Foppington nennt (das englische Wort fop bedeutet eitel, aufgeblasen). Auch aus ihm macht Vanbrugh mehr als nur eine lachhafte, lächerliche Randfigur – ihn zeichnet er gleichzeitig als rücksichtslos, rabiat und findig.
Vanbrughs Fortsetzung wäre beinahe nicht aufgeführt worden. Der verbliebene Rest der United Company hatte nicht nur die erfahrensten Schauspieler an die Rebel Actors verloren, sondern hatte auch Probleme, überhaupt genügend geeignete neue Schauspieler zu finden, um das Stück auf die Bühne bringen zu können. Da sich die Proben über zehn Monate hinzogen, sprangen einige Schauspieler wieder ab, und am Ende der Proben war die Theatergruppe am Rande des Bankrotts.
Von Beginn an war das Stück jedoch ein großer Erfolg und bewahrte die Theatergruppe so vor dem finanziellen Ende. Großen Anteil am Erfolg hatte Colley Cibber, der mit der Rolle des Lord Foppington an seinen Erfolg als Sir Novelty Fashion anknüpfen konnte.

### Die provozierte Ehefrau
Vanbrughs zweite Komödie Die provozierte Ehefrau folgte kurze Zeit darauf und wurde von den Rebel Actors aufgeführt. Das Stück unterscheidet sich im Ton deutlich von The Relapse, das eher als Farce angelegt war, und war auf die größere schauspielerische Erfahrung der Rebel Actors zugeschnitten. Elizabeth Barry, die die Rolle der missbrauchten Ehefrau Lady Brute spielte, war berühmt für ihr tragisches Talent und ihre Fähigkeit, das Publikum zu Mitleid und Tränen zu rühren. Anne Bracegirdle, die ihre Nichte spielte, war ihre komödiantische Ergänzung. Die Rolle des Sir John Brute, des grausamen Ehemanns, wurde von Thomas Betterton gespielt und gilt als eine der Höhepunkte seiner bemerkenswerten Karriere. Der Inhalt des Stückes – eine Ehefrau gefangen in einer unglücklichen Ehe, die schwankt, ob sie den Ehemann verlassen oder sich einen Liebhaber nehmen solle – war ungewöhnlich für eine Komödie der englischen Restaurationszeit und erregte einiges an Kritik.

### Reaktion auf das Stück
Der puritanische Geistliche Jeremy Collier wählte für seine 1698 erschienene Schrift A Short View of the Immorality and Profaneness of the English Stage insbesondere John Vanbrughs Komödien aus, um an diesen die Unmoral und Verkommenheit der britischen Bühnen darzustellen. Er kritisierte diese Stücke insbesondere dafür, dass ihnen die Poetische Gerechtigkeit fehle – unmoralische Handlungen wurden nicht bestraft, Gutes nicht belohnt.
Vanbrugh fand diese Vorwürfe lachhaft und veröffentlichte einen ironischen Kommentar, in dem er Collier anklagte, sensibler auf die wenig schmeichelhafte Darstellung des kirchlichen Standes zu reagieren als auf wahre Gottlosigkeit. Die öffentliche Meinung jedoch teilte zunehmend Colliers Ansicht. Die sexuell unzweideutigen Komödien der englischen Restaurations-Zeit wurden zunehmend unpopulärer beim englischen Publikum und daher zunehmend durch „moralischere“ Stücke ersetzt. Schon Cibbers Stück Love’s Last Shift, das mit einer sentimentalen Reueszene endet, war ein Vorläufer dieses Trends.
Obwohl Vanbrugh weiterhin in unterschiedlicher Weise für das Theater arbeitete, veröffentlichte er keine weiteren eigenen Stücke. Als sich das Publikum zunehmend weniger für die Komödie im Stil der englischen Restauration interessierte, konzentrierte er seine kreativen Kräfte zunehmend auf Übersetzungsarbeiten, Theaterleitung und Architektur.

## Der Architekt
Es ist heute weitgehend Konsens, dass Vanbrugh keine formale Ausbildung als Architekt erhielt. Seine Unerfahrenheit wurde jedoch durch einen guten Blick für Perspektive und Detail und durch seine enge Zusammenarbeit mit Nicholas Hawksmoor kompensiert. Der ehemalige Mitarbeiter von Sir Christopher Wren war Vanbrughs engster Mitarbeiter bei seinen ambitioniertesten Projekten – insbesondere beim Bau von Castle Howard und Blenheim Palace.
Während seiner fast dreißigjährigen Laufbahn als Architekt entwarf und erbaute Vanbrugh zahllose Gebäude. Häufig waren seine Arbeiten lediglich Umbauten wie etwa am Kimbolton Castle, bei denen Vanbrugh weitgehend den Anweisungen seiner Bauherren folgte. Diese Häuser, die heute häufig als Werk Vanbrughs bezeichnet werden, weisen jedoch den für ihn typischen Baustil nicht auf.
Vanbrugh bevorzugter Baustil war der Barock, der sich auf dem europäischen Festland dank Gian Lorenzo Bernini und Louis Le Vau während des 17. Jahrhunderts durchgesetzt hatte. Das erste barocke Landhaus Englands, Chatsworth House von William Talman, entstand erst 1696, also drei Jahre vor dem Baubeginn von Castle Howard.
In dem Wettbewerb um den Auftrag für Castle Howard schaffte es der unerfahrene Vanbrugh dank seiner Beziehungen und seinem Charme, den erfahreneren Talman auszustechen, der weitaus weniger soziale Verbindungen besaß. Der Bauherr Charles Howard, dritter Earl of Carlisle, der wie Vanbrugh Mitglied des Kit-cat-Klubs war, wählte 1699 Vanbrugh als Architekt und gab ihm damit die Chance, aus dem typischen europäischen Barock mit seiner überbordenden Formfülle eine deutlich verhaltenere, subtilere Variante zu entwickeln, die heute als englischer Barock bezeichnet wird. Castle Howard war das erste Hauptwerk des architektonischen Schaffens Vanbrughs. Die weiteren Hauptwerke sind Blenheim Palace (beauftragt 1704) und Seaton Delaval Hall (Baubeginn 1718). Die Bauarbeiten dieser drei architektonischen Hauptwerke überlappten sich.
Vanbrughs sofortiger Erfolg als Architekt kann seinen sozialen Beziehungen zugeschrieben werden. Nicht weniger als fünf seiner Bauherren waren wie er Mitglieder des Kit-cat-Klubs. Seine Ernennung zum Comptroller of the Royal Works – Inspektor der königlichen Bauarbeiten – im Jahre 1702 verdankt er seinen Beziehungen zu Charles Howard, dem Earl of Carlisle. 1703 wurde ihm auch die Überwachung der Baufortschritte am Greenwich Hospital übertragen. Er war damit Nachfolger des bedeutenden englischen Architekten Christopher Wren, Hawksmoor war der ausführende Architekt vor Ort. Vanbrughs kleine, aber deutlich sichtbaren Ergänzungen an dem nahezu fertiggestellten Gebäude werden als gedankliche Fortsetzung von Wrens ursprünglichen Plänen und Intentionen betrachtet. Das ursprünglich als Krankenhaus und Heim für verarmte Seeleute im Ruhestand geplante Gebäude wurde gleichfalls zu einem großartigen nationalen Monument. Sowohl Queen Anne wie auch ihre Regierung sollen von seiner Ausführung begeistert gewesen sein und damit für seine weiteren Erfolge verantwortlich sein.

### Castle Howard

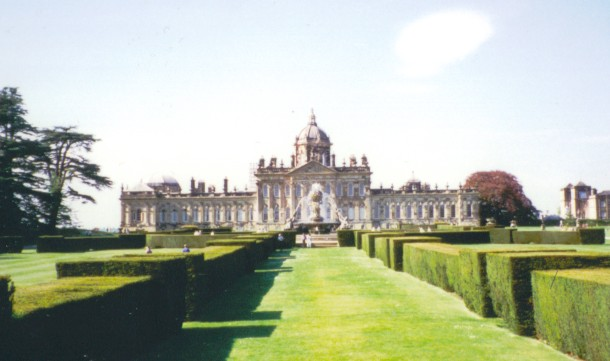
Castle Howard

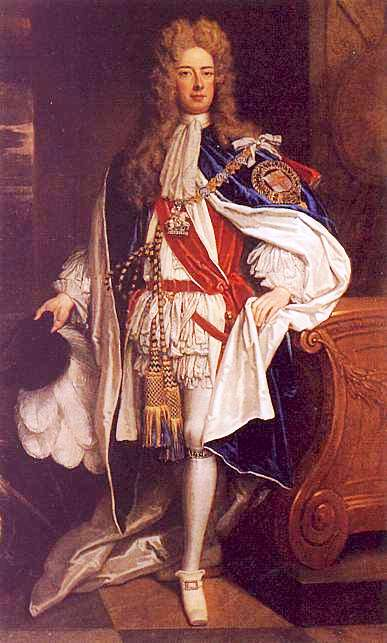
His Grace the Duke of Marlborough, Porträt von Sir Godfrey Kneller, um 1705 – er wählte Vanbrugh als Architekten für Blenheim Palace aus

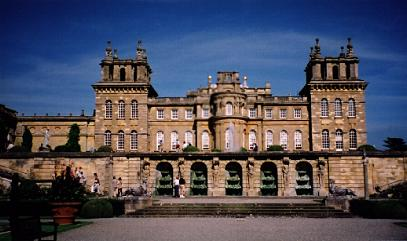
Blenheim Palace, Westfassade

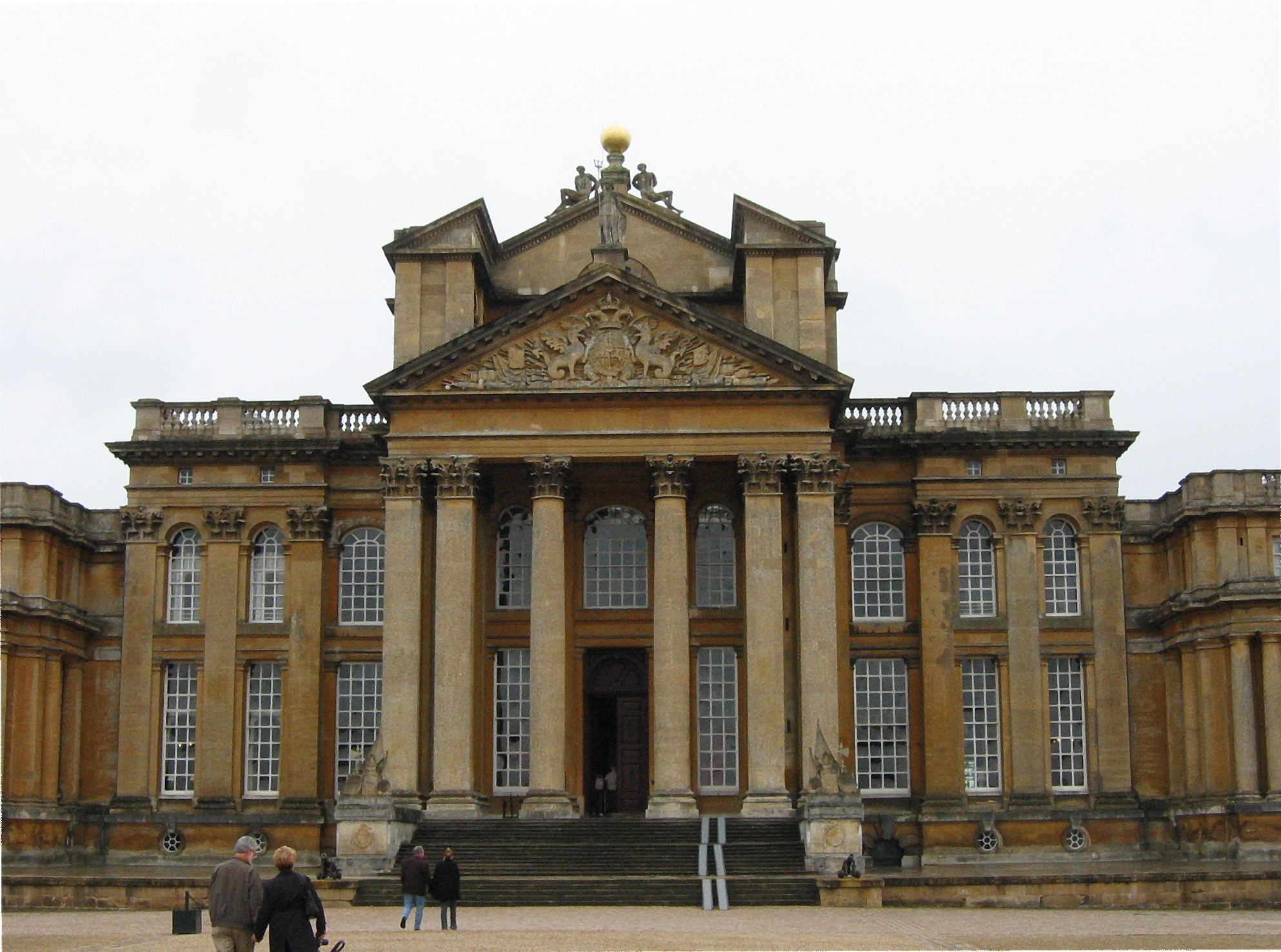
Haupteingang von Blenheim Palace

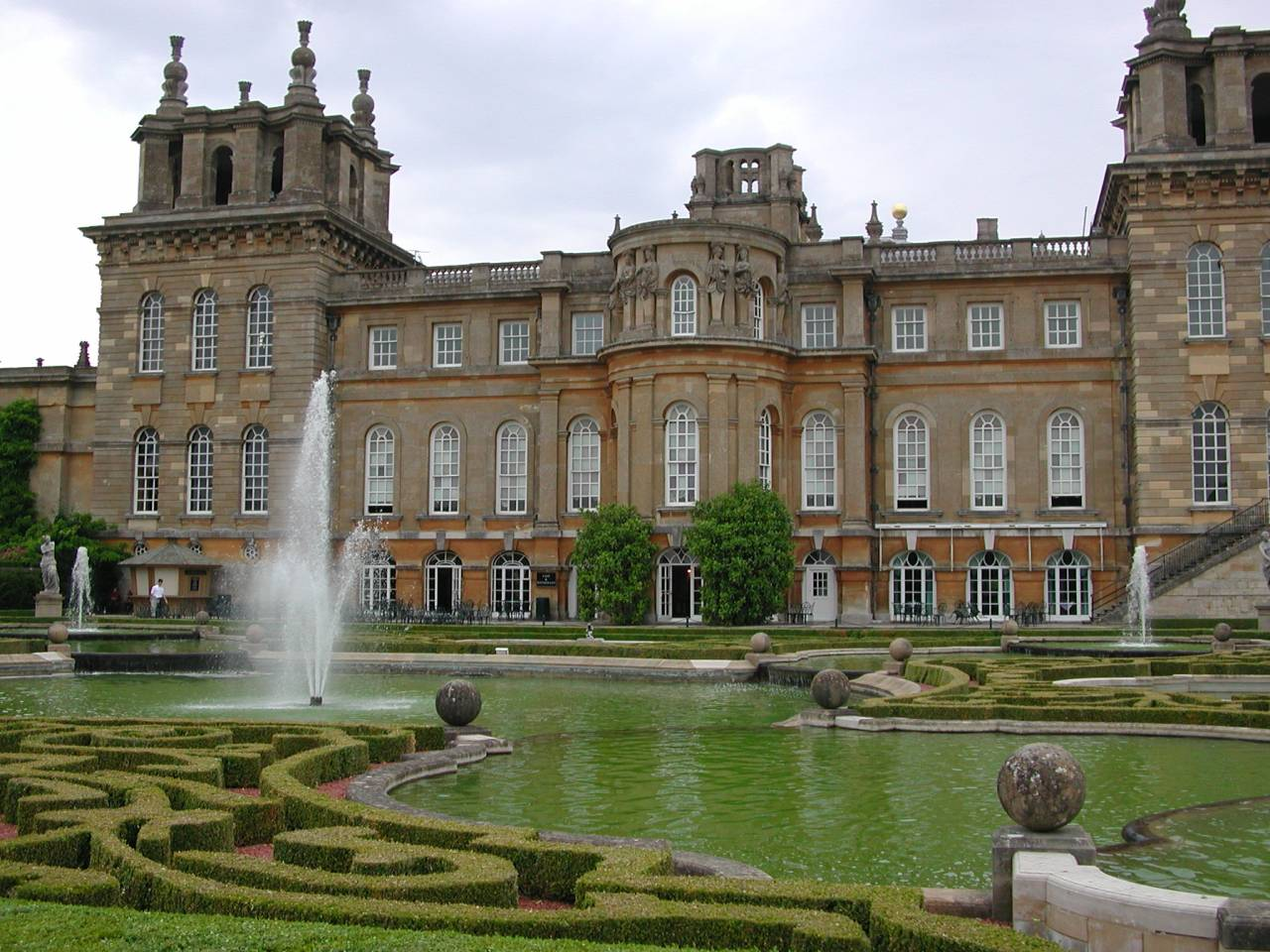
Blenheim Palace

Der von Vanbrugh entworfene Herrensitz Castle Howard wird heute oft als das erste wirklich barocke Gebäude bezeichnet, das in England entstand. Es gilt gleichzeitig als das Gebäude, dessen Stil noch am ehesten dem Barock des europäischen Festlands gleicht.
Castle Howard war ein Gebäude, dem kein zweites in England glich, und die Fassaden und Dächer, die mit Säulen, Statuen und fließenden Ornamenten dekorierten waren, ließen dieses Barockgebäude zu einem sofortigen Erfolg werden. Bereits 1709 konnten die meisten Teile von Castle Howard bezogen werden, die abschließenden Arbeiten zogen sich jedoch durch Vanbrughs gesamtes Leben. Die Arbeiten am Westflügel wurden sogar erst nach Vanbrughs Tod abgeschlossen.
Der Erfolg des Castle Howard sorgte dafür, dass Vanbrugh einen Anschlussauftrag erhielt, der zu seiner berühmtesten architektonischen Leistung führte.

### Blenheim Palace
John Churchill, 1. Duke of Marlborough, hatte in der Zweiten Schlacht bei Höchstädt in dem kleinen Ort Blindheim (englisch ausgesprochen Blenheim) an der Donau zusammen mit seiner Armee das Heer des französischen Königs Ludwig XIV. geschlagen. Ein prachtvoller Landsitz war das Geschenk einer dankbaren Nation an den Sieger Marlborough. Die Arbeit am Palast begann 1705.
Vanbrughs Arbeiten werden gelegentlich dafür kritisiert, dass sie unpraktisch und bombastisch waren und extravaganter ausfielen als von seinen Bauherren ursprünglich gewünscht. Dieser Ruf geht im Wesentlichen auf seine Arbeiten an Blenheim Palace zurück. Die Wahl Vanbrughs als Architekt für dieses Bauprojekt war dabei umstritten. Sarah Churchill, die temperamentvolle Duchess of Marlborough, wünschte Christopher Wren als Architekt für Blenheim Palace. Ein Erlass des Schatzmeisters des Parlaments, Lord Godolphin, bestimmte jedoch Vanbrugh zum Architekten. Dass der Erlass weder die Queen noch den königlichen Haushalt als Auftraggeber nannte, erwies sich später als königliches Schlupfloch, als die Kosten des Baus und die internen politischen Kämpfe zunahmen.
Das Parlament hatte zwar dem Bau des Palastes auf Staatskosten zugestimmt, jedoch dabei keine genaue Bausumme festgelegt. Von Beginn an war der Geldzufluss wechselhaft. Queen Anne beglich zwar anfangs einige der Baukosten, doch erfolgte die Bezahlung zunehmend zögerlicher, als sich die Kluft zur Duchess of Marlborough, ihrer vormals engsten Freundin, weitete. 1712 kam es zum endgültigen Bruch zwischen den zwei Frauen; der Duke und die Duchess of Marlborough gingen ins Exil. Alle Arbeiten an Blenheim Palace wurden unterbrochen. 220.000 Pfund waren bis zu diesem Zeitpunkt für den Bau bereits ausgegeben, 45.000 Pfund schuldete man noch den Handwerkern.
Einen Tag nach dem Tod der Queen im Jahre 1714 kehrte das Ehepaar Marlborough aus dem Exil zurück und wurde mit Ehren am Hof des neuen Königs George I. aufgenommen. Der mittlerweile 64-jährige Duke entschied sich, Blenheim Palace auf eigene Kosten weiterbauen zu lassen. Obwohl Vanbrugh durch die Kritik gegenüber seinem Bau entmutigt war, nahm er die Arbeit als Architekt wieder auf. 1717 erlitt der Duke einen Schlaganfall, der ihn hilflos zurückließ; die sparsame und Vanbrugh gegenüber sehr kritisch eingestellte Duchess war nun Bauherrin. Die Duchess machte allein Vanbrugh für die zunehmende Extravaganz des Baus verantwortlich und ignorierte dabei, dass den Plänen sowohl ihr Ehemann wie auch das Parlament zugestimmt hatten. Es kam zum Bruch; die Bauarbeiten wurden unter der Leitung von Nicholas Hawksmoor bis 1722 fortgesetzt.
Blenheim sollte nicht nur ein großer Landsitz werden, sondern gleichzeitig ein nationales Denkmal darstellen. Der leichtbeschwingte Barock, der Castle Howard kennzeichnet, wäre für ein Haus, das letztendlich auch ein Kriegsdenkmal war, unpassend gewesen. Der Stil des Hauses sollte militärischen Erfolg und Stärke symbolisieren. Das Osttor in der den Palast umgebenden Mauer erinnert daher eher an ein gut zu verteidigendes Stadttor als an den Zugang eines luxuriösen adligen Landsitzes. Von außen ist es kaum zu erkennen, dass dieses Tor dem Palast auch als Wasserturm diente.
Blenheim Palace ist der größte nicht königliche Adelssitz in Großbritannien und besteht aus drei Gebäudeteilen. Der Mitteltrakt beherbergt die Empfangs- und Wohnräume, während in einem der flankierenden Flügel die Stallungen, in dem anderen die Küche und Wasch- und Lagerräume untergebracht sind. In den Empfangsräumen ist auf jegliche Behaglichkeit verzichtet – sie sollten bewusst überwältigend und beeindruckend wirken. Die Haupthalle, die in einen großen und mit Fresken verzierten Salon führt, ist 20 Meter hoch. Der Salon ist auf eine 41 Meter hohe Siegessäule im Park des Schlosses ausgerichtet. Die sie umgebenden Bäume symbolisieren Marlboroughs Soldaten. Das Südportal krönt Büste eine des in Blenheim unterlegenen Ludwig XIV., die von dort auf den Reichtum der Anlage herunterblickt. Es lässt sich nicht klären, ob dieser Abschluss des Südportals auf einen Vorschlag von Vanbrugh zurückgeht oder eine Ironie des in Blenheim siegreichen Marlboroughs war.
Mit Blenheim Palace realisierte Vanbrugh einen Barockstil, bei dem die Wandmassen kühn und malerisch gestaltet sind. Der Palast zeichnet sich durch eine abwechslungsreiche Silhouette aus, ohne dabei in verschwenderische barocke Formenfülle zu verfallen.

### Seaton Delaval Hall
Vanbrughs letzte Arbeit, das eher düster wirkende Seaton Delaval Hall, halten viele Architekturkritiker für seine beste Arbeit. Vanbrugh setzt hier die barocke Ornamentik auf nur sehr verhaltene und subtile Weise ein. Der Schattenwurf jedes Mauervorsprungs und jeder Säule ist dabei genau geplant, und der Silhouette des Gebäudes wird eine gleich hohe, wenn nicht sogar höhere Bedeutung als der Lage der Räume eingeräumt.
Seaton Delaval House entstand zwischen 1718 und 1728 für Admiral George Delaval. Es ist möglich, dass der Entwurf des Hauses durch Palladios Villa Foscari beeinflusst ist, die um 1555 entstand, da beide Häuser sich in bestimmten Bauelementen sehr ähneln. Ähnlich wie bei Castle Howard oder dem Blenheim Palace flankieren zwei Flügel den zentralen Gebäudeteil, der die Empfangs- und Wohnräume enthält.
Seaton Delaval Hall ist eines der wenigen Häuser, die Vanbrugh ohne Mitarbeit von Nicholas Hawksmoor entwarf. Die Nüchternheit ihrer gemeinsamen Bauten wird häufig dem Einfluss von Hawksmoor zugeschrieben; gerade aber Saton Delaval ist in seinem Entwurf ausgesprochen nüchtern – manche Architekturkritiker haben es als finsteres und zyklopisches Haus beschrieben, das keinem anderen Bauwerk in England oder anderswo gleiche (Lexikon der Weltarchitektur, 1992). Während Castle Howard im barocken Dresden oder Würzburg hätte stehen können, ist Seaton Delaval der herben Landschaft von Northumberland angepasst.
Seaton Delaval Hall wurde im Dezember 2009 nach einem Spendenaufruf durch den britischen National Trust von dem Erben Lord Hastings erworben.

## Nachwirkung
Als Vanbrugh unerwartet starb, fand man in seinen Papieren ein unvollendetes Manuskript für eine weitere Komödie, A Journey to London. Vanbrugh hatte seinem alten Freund Colley Cibber erzählt, dass er mit diesem Stück das traditionelle Rollenverständnis in einer Ehe noch kritischer hinterfragen wolle als mit den zwei Komödien, die er als junger Mann geschrieben hatte. Es erzählt die Reise einer auf dem Land lebenden Familie nach London, die dort den Versuchungen der Stadt zum Opfer fällt. Es ist die Ehefrau, die zum Entsetzen ihres Mannes dem verführerischen Charme der Londoner Halbwelt erliegt, und das Stück sollte nach Vanbrughs Willen mit einer zerbrochenen Ehe enden. Cibber, mittlerweile ein hochverehrter Dichter und Theaterintendant, vollendete das halbfertige Manuskript und veröffentlichte es 1728. Nach Cibbers Ansicht war das von Vanbrugh geplante Ende für eine Komödie ungeeignet; er ließ das Stück daher mit einer Szene enden, in der die Ehefrau voller Reue zu ihrem Ehemann zurückkehrt.
Im 18. Jahrhundert wurden die zwei Stücke, die Vanbrugh in den 1690er Jahren schrieb, nur noch in zensierten Fassungen gespielt. Beide Stücke blieben jedoch populär. Colley Cibber spielte während seiner langen und erfolgreichen Bühnenkarriere immer wieder den Lord Foppington in The Relapse. Die Rolle des Sir John Brute in The Provoked Wife wurde zur Paraderolle erst für Thomas Betterton und später für David Garrick. The Relapse wird in unzensierter Fassung auch heute noch aufgeführt.
Mit der Fertigstellung des von Vanbrugh entworfenen Castle Howard setzte sich der Barock als Baustil in England durch. Welchen Einfluss Vanbrugh auf die nach ihm folgenden Architekten hatte, lässt sich schwer abschätzen. Nicholas Hawksmoor, Vanbrughs Freund und jahrelanger Mitarbeiter entwarf auch nach Vanbrughs Tod zahlreiche Londoner Kirchen. Vanbrughs Cousin und Schüler Edward Lovett Pearce wurde zu einem der bedeutendsten Architekten Irlands. Der Baustil Vanbrughs hat die Architektur zahlloser englischer Landhäuser beeinflusst; von den von Vanbrugh geschaffen sind gleichfalls noch einige zu sehen. Zu den am besten erhaltenen Landhäusern zählen Kimbolton (1707 bis 1709), King’s Westen (1711 bis 1714), die Eingangsfront von Lumley Castle (ca. 1722) und der nördliche Teil von Grimsthorpe (1723 bis 1724).
Owen Hopkins nennt Vanbrugh als einen der „Helden“ von Alison und Peter Smithson, einem Architektenpaar, das nach dem Zweiten Weltkrieg als Teil der Architektur-Gruppe Team Ten die Strömung des Brutalismus entscheidend mitgeprägt hat. Er sieht Parallelen im Wohnungsbau Robin Hood Gardens mit seiner „skulpturalen Kraft“, den die Smithsons entwarfen und der Architektur Vanbrughs.
An Vanbrugh erinnern in Großbritannien die Namen zahlreicher Gasthöfe, Straßen, Universitätsgebäude und Schulen.

### Zum architektonischen Werk
- Trewin Cropplestone: World Architecture. An illustrated history from earliest times. Hamlyn, London 1963
- Adalberto Dal Lago: Ville Antiche. Fabbri, Mailand 1966
- Bonamy Dobrée: Introduction. In: The Complete Works of Sir John Vanbrugh. Band 1. Nonesuch Press, London 1927
- David Green: Blenheim Palace. Alden Press, Oxford 1982
- Robert Harling: Historic Houses. Conversations in stately homes. Condé Nast, London 1969, ISBN 0-900303-05-0
- Nikolaus Pevsner, Hugh Honour, John Fleming: Lexikon der Weltarchitektur. Prestel, München 1992, ISBN 3-89853-137-6
- David Watkin: English Architecture. A Concise History. Thames and Hudson, London 1979/2001, ISBN 0-500-20338-5

### Zum dramatischen Werk
- Colley Cibber: An Apology for the Life of Colley Cibber. London 1740 (textkritische Neuausgabe, hrsg. von John Maurice Evans: Garland, New York und London 1987, ISBN 0-8240-6013-X)
- Michael Cordner: Playwright versus priest. Profanity and the wit of Restoration comedy. In: Deborah Payne Fisk (Hrsg.) The Cambridge Companion to English Restoration Theatre. Cambridge University Press, Cambridge 2000, ISBN 0-521-58215-6, ISBN 0-521-58812-X
- Frank Ernest Halliday: Abn Illustrated Cultural History of England. Thames and Hudson, London 1967
- Robert D. Hume: The Development of English Drama in the Late Seventeenth Century. Clarendon Press, Oxford 1976, ISBN 0-19-812063-X
- Leigh Hunt (Hrsg.): The Dramatic Works of Wycherley, Congreve, Vanbrugh and Farquhar. Routledge, London 1840
- Judith Milhous: Thomas Betterton and the Management of Lincoln’s Inn Fields 1695–1708. Southern Illinois University Press, Carbondale 1979, ISBN 0-8093-0906-8